# Polícia da Suíça

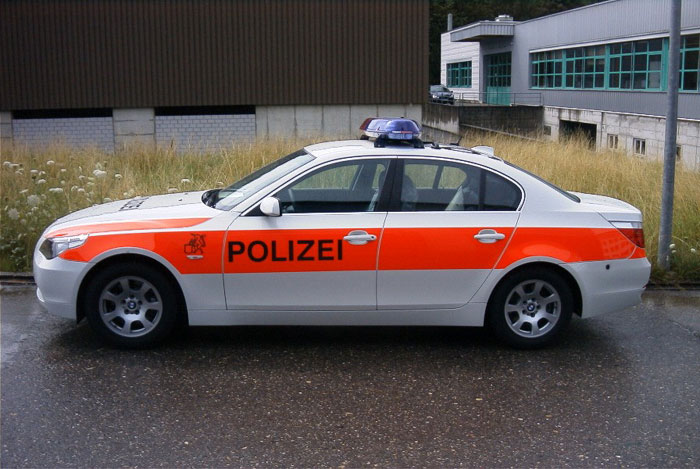
BMW da Polícia Suíça

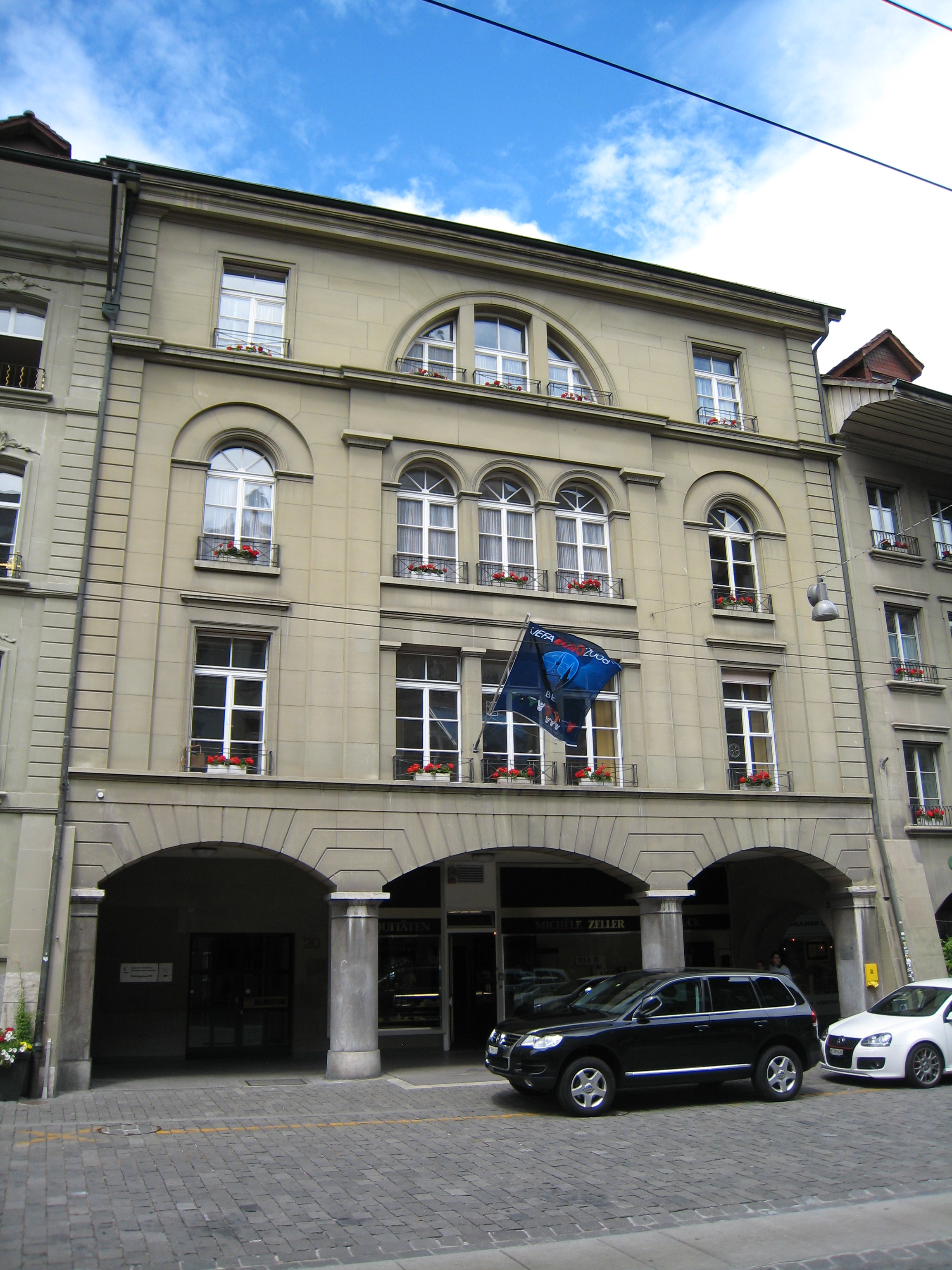
Distrito Policial no Cantão de Berna

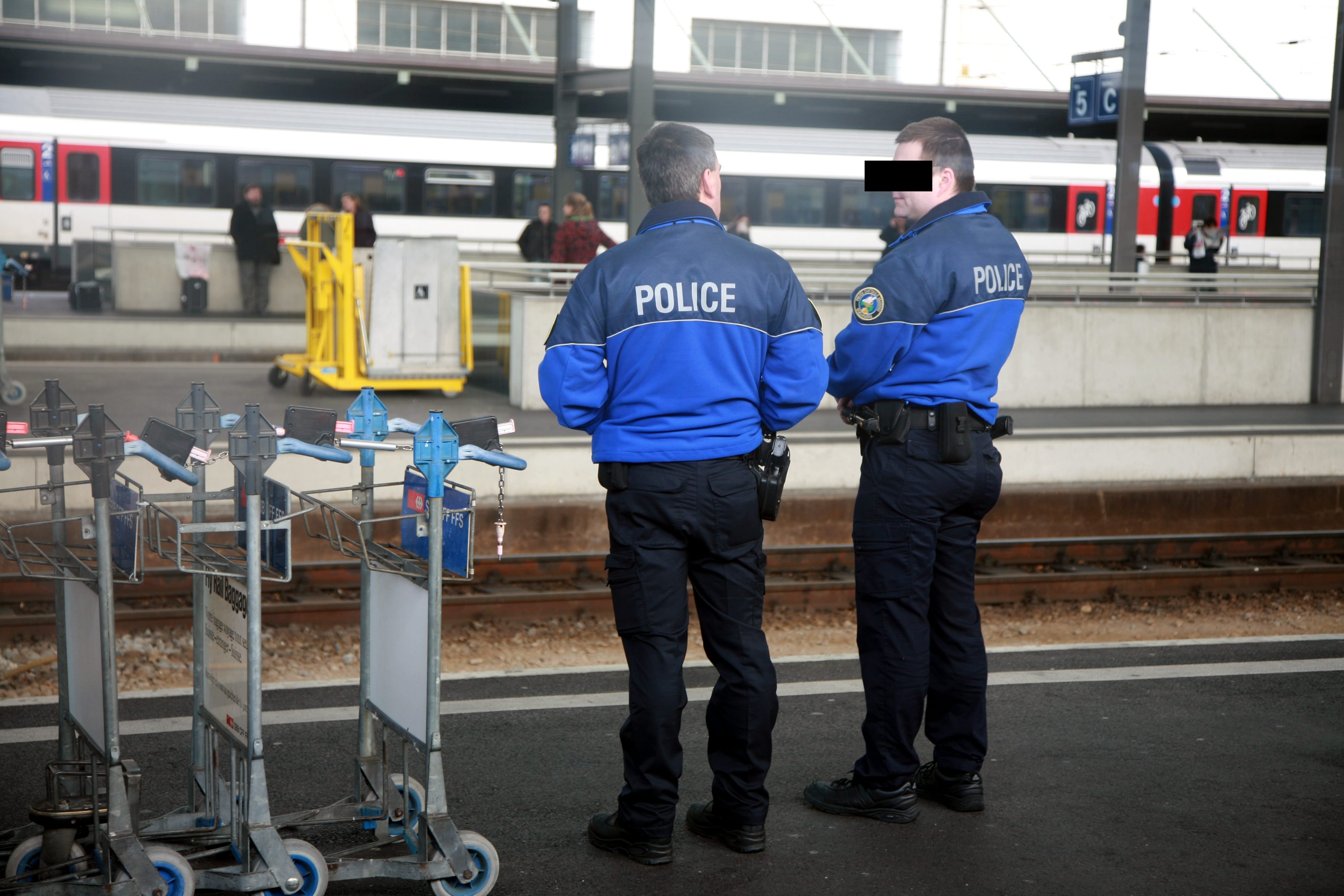
Policiais Suíços em Lausanne

A polícia Suíça é dividida em três órgãos principais:
1. Bundesamt für Polizei (em português: Escritório Federal de Polícia, em italiano: Ufficio Federale di Polizia, em francês: Office Fédéral de la Police, em romanche: Uffizi Federal da Polizia)
2. Kantonspolizei (em português: Polícia Cantonal, em italiano: Polizia Cantonale, em francês: Police Cantonale ou Gendarmerie, em romanche: Polizia Chantunala)
3. Stadtpolizei (em português: Polícia Municipal, em francês: Police Municipale, em italiano: Polizia Municipale, em romanche: Polizia Cumûnala)

A Polícia Cantonal age independentemente, e não é subordinada a Polícia Federal Suíça. Os governos cantonais têm a responsabilidade de separar as forças municipais, caso elas existam. Nos cantões de fala francesa existe a Gendarmerie (Gendarmaria) que é o ramo uniformizado da polícia cantonal e seus membros não são soldados, mas civis. 
Atualmente, a autoridade policial é exercida por cantões individuais , que são como estados soberanos. A força policial cantonal é geralmente subdividida em dois órgãos:
- a gendarmaria, a organização uniformizada na qual executa as tarefas de patrulha e resposta da polícia, e pode conduzir investigações judiciais.
- o sûreté , investigadores civis que trabalham no Departamento de Investigação Criminal (crime médio e grave)

No entanto, em certos cantões, os gendarmes têm a capacidade de conduzir investigações locais ou judiciais.
Na Polícia Federal não existem policiais fardados, e esta força policial é responsável pelas relações entre as polícias cantonais, entre a Suíça e as polícias de outros países, e também combater o crime organizado, a lavagem de dinheiro, e crimes envolvendo explosivos.
Existe também a Polícia de Fronteira, uma divisão federal que opera na alfândega, e no controle da fronteira. Com a possível entrada da Suíça no espaço Schengen, em Novembro de 2008, a Polícia de Fronteira pretende estar presente em todas as fronteiras para fazer o controle aduaneiro e de fiscalização de passaportes.